# 詹克团
詹克团（1979年1月29日—），出生於中国福建省闽侯县，是比特大陆的聯合创始人（另一位是吳忌寒）和董事长。

## 生平
詹克团从闽侯一中毕业后考入山东大学，并于2001年获得电子工程学士学位。2004年获得中国科学院微电子研究所微电子工程硕士学位。
2013年，與吳忌寒共同创办比特大陆。
2019年10月開始，詹克团和吴忌寒發生衝突，比特大陆的法定代表人開始頻繁變更，最初先由詹克团变更为吴忌寒，2020年1月变更为刘路遥，2020年5月再度变更为詹克团，2020年9月又变更为吴忌寒。2020年12月，詹克团与吴忌寒于达成和解协议，2021年3月公司法定代表人再度變更為詹克团。